# 앙드레 (영화)
《앙드레》(영어: Andre)는 미국에서 제작된 조지 T. 밀러 감독의 1994년 코미디 드라마 영화이다. 티나 메이저리노, 키스 캐러딘 등이 출연하였고, 애넷 핸들리 등이 제작에 참여하였다.

## 줄거리
1962년 메인주 록포트에서 한 가족이 고아가 된 점박이물범을 기른 실화에 기초하였다.

## 출연진
- 티나 메이저리노 - 토니 휘트니 역
- 키스 캐러딘 - 해리 휘트니 역
- 첼시 필드 - 샐리스 휘트니 역
- 셰인 마이어 - 스티브 휘트니 역
- 키스 새러바이카 - 빌리 베이커 역
- 조슈아 잭슨 - 마크 베이커 역
- 셜리 브로더릭 - 매캔 부인 역
- 앤드리아 리브먼 - 메리 메이 역
- 그레고리 스미스 - 보비 역

## 기타 제작진
- 공동 제작: 수 베이든파월, 데이나 버라타
- 미술: 윌리엄 A. 엘리엇
- 의상: 마이아 매니